# Новациан
Новациан или Новатиан (на латински: Novatianus, Novatian, * 200; † 258) е теолог, писател и римски антипапа от 251 до 258 година.

## Религиозна дейност
След смъртта на папа Фабиан през януари 250 г., Новациан е избран първо за говорител на общината. Всичко говорело за това, че той ще стане следващия епископ на Рим, но през март 251 г. е избран Корнелий за наследник на Фабиан. След това трима южноиталиански епископи го избират за епископ и той започва борба против Корнелий.
Преследването на християните през февруари 251 г. довежда до загуба на членове. Тогава започва голяма борба между Новациан и Корнелий. Докато Корнелий иска да приеме отново напусналите след покаяние, Новациан има радикална позиция и иска тези „клатушкащи духове“ да останат за винаги извън църквата.
Основаната от Новациан църковна община на Новацианистите e считана за еретична от останалата част от християнството.
На един събор през есента 251 г. Новациан е екскомунициран от Корнелий и 60 епископи. Няколко месеца след това започва отново гонение на християните и Новациан напуска Рим. Той умира вероятно като мъченик по времето на император Валериан I (253 – 259).

## Трудове на Новациан
Новациан използва латински език в трудовете си, като един от първите римски теолози след Тертулиан. Два от неговите девет труда са запазени: За Тринитет и За еврейски храни.
В сбирката на писма на Киприян Картагенски са запазени две писма на Новациан (Cyp. ep. 30 и 36).